# Aralkum
Aralkum és el nom donat al nou desert que aparegué després de la dessecació del llit marí que va ocupar la Mar d'Aral.

## Història
Encara que el nivell del Mar d'Aral ha fluctuat al llarg de la seva existència, la caiguda de nivell actual va ser causada pels projectes de l'ex-Unió Soviètica d'irrigació massiva a la regió de l'Aral. El Mar d'Aral rebia aigua de dos grans rius, l'Amudarià i el Sirdarià, aquest últim desembocant a la costa nord del mar però es va decidir desviar-los per regar els camps de cotó i blat de la zona. La reduïda entrada d'aigua al mar a conseqüència de la posada en marxa d'aquests regadius va fer que el nivell d'aigua al Mar d'Aral caigués dramàticament, deixant al descobert l'antic llit marí i tot el seu contingut en sals, pols i substàncies tòxiques provinents de l'agricultura extensiva. Encara que el Mar d'Aral Nord està actualment en augment gràcies al Dic Kokaral, el Mar d'Aral Sud segueix baixant, ampliant així la mida del desert.

## Disminució de la biodiversitat
Com a conseqüència de la desertificació, la biodiversitat de la regió ha disminuït en 200 espècies de plantes i animals. La flora actual del llit sec del llac va començar a desenvolupar-se a partir dels anys 60 del segle xx. Consta de 34 famílies de plantes amb 134 gèneres i 300 espècies. Els principals representants són: Salicornia europaea, Suaeda crassifolia, Tripolium vulgare en sòls argilosos, així com Suaeda acuminata i Atriplex fominii en sòls sorrencs.

## Repercussions
Les sorres de l'Aralkum i la pols que s'origina en contenen contaminants. La ubicació d'aquest nou desert en un poderós corrent d'aire de direcció est-oest ha donat lloc a que els pesticides de la pols s'hagin trobat a la sang dels pingüins a l'Antàrtida. De pols de l'Aral se n'ha trobat també a les glaceres de Groenlàndia, els boscos de Noruega, i els camps de Rússia.